# عبدالکریموو (شهرستان آلشیفسکی، باشقیرستان)
عبدالکریموو (به لاتین: Abdulkarimovo) یک منطقهٔ مسکونی در روسیه است که در باشقیرستان واقع شده‌است.